# We Go Up
『We Go Up』（ウィー・ゴー・アップ）は、2018年9月3日にDreamusから発売された韓国のアイドルグループNCT DREAMの2枚目のミニ・アルバム。

## 概要
- タイトル曲「We Go Up」や中国語版「青春接力（We Go Up）」そしてマークのための卒業ソング「Dear DREAM」を含めた6曲が収録されている。
- 椎間板ヘルニアの治療のために休養していたジェミンが参加した最初のNCT DREAMのアルバムである。
- マークは今作を最後にNCT DREAMを卒業した[注釈 1]。

## プロモーション
- 2018年8月23日、1つ目のティーザー映像「DREAM Ceremony」を公開した[4]。
- 8月25日、2つ目のティーザー映像「Dear DREAM」を公開した。映像には収録曲「Dear DREAM」の音源と、メンバーたちの手書きの歌詞が収められている[5]。
- 8月30日、タイトル曲「We Go Up」のミュージックビデオを先行公開した[6]。
ミュージックビデオでは泡や宇宙船などの遊び心のあるモチーフが登場し、メンバーたちが夏を楽しみ遊んでいる様子が表現されている[7]。
- 9月6日、中国版「青春接力（We Go Up）」のパフォーマンスビデオを公開した。振り付けはRIEHATAが担当している[8]。

## チャート成績・評価
韓国ガオンチャートで週間1位を獲得した。
米ビルボード・ワールドアルバムチャートで5位を記録した。
iTunes総合アルバムチャートでブラジル、チリ、シンガポール、香港、インドネシア、タイ、フィリピン、マレーシア、ベトナム、ウクライナ、カザフスタン、ベラルーシ、ペルー、ブルネイ、ベリーズなど世界15の国と地域で1位を獲得した。
収録曲「Drippin'」は音楽専門チャンネルMTVの「The 18 Best K-pop B-sides Of 2018」に選定された。

## 収録曲
1. We Go Up [3:03]
  - 作詞 ：KENZIE（英語版）、MARK
  - 作曲 ：KENZIE、Kevin White、Mike Woods、Andrew Bazzi、MZMC
  - 編曲 ：Rice n' Peas

タイトル曲。パーカッションやベースなどのさまざまなサウンドが調和しながら[7]、オールドスクールの雰囲気が魅力的なアーバンヒップホップ曲[9]。新しいステージへと向かう情熱を歌っている。
2. 1, 2, 3 [3:01]
  - 作詞 ：황유빈
  - 作曲 ：The Stereotypes、August Rigo
  - 編曲 ：The Stereotypes

ファンキーかつレトロ感性満載のR&B曲。
3. 너와 나（君と僕）(Beautiful Time) [3:28]
  - 作詞 ：서지음、김인하 (Jam Factory)、MARK
  - 作曲 ：Erik Lidbom、MLC
  - 編曲 ：Erik Lidbom

長年の友達との別れを歌ったミディアムポップ曲。
4. Drippin' [3:18]
  - 作詞 ：1월 8일、MARK
  - 作曲 ：Cazzi Opeia、DEEZ、Ludvig Evers、Jonatan Gusmark
  - 編曲 ：Ludvig Evers
5. Dear DREAM [3:10]
  - 作詞 ：MARK、JENO、JAEMIN、JISUNG、송캐럿 (Jam Factory)
  - 作曲 ：Sebastian Thott、Simon Johansson、Anton Ewald
  - 編曲 ：Sebastian Thott

マークのための卒業ソング。マーク、ジェノ、ジェミン、チソンが作詞に参加。
6. 青春接力 (We Go Up) [3:03]
  - 作詞 ：Zhou Wei Jie
  - 作曲 ：KENZIE、Kevin White、Mike Woods、Andrew Bazzi、MZMC
  - 編曲 ：Rice n' Peas

「We Go Up」中国語版。